# Plotosus canius
Plotosus canius és una espècie de peix de la família dels plotòsids i de l'ordre dels siluriformes.

## Morfologia
Els mascles poden assolir els 150 cm de llargària total.

## Distribució geogràfica
Es troba des de les costes occidentals i meridionals de l'Índia i Sri Lanka fins a Papua Nova Guinea, incloent-hi Bangladesh, Myanmar, Indonèsia i les Filipines.